# رأس مسندم
رأس مسندم به بالاترین قسمت از شبه جزیره مسندم گفته می‌شود که در سلطنت عمان واقع شده‌است.
رأس مسندم بر فراز تنگه هرمز قرار دارد که یکی از مهم‌ترین تنگه‌های جهان می‌باشد.

## أهمیت رأس مسندم
«رأس مسندم» به دلیل واقع بودن بر فراز آبراه جهانی تنگه هرمز از موقعیت خاصی برخور دار است. ارتفاع رأس مسندم بر فراز تنگه هرمز ۱۸۰۰ متر از سطح دریا می‌باشد.
وهمانطور که معلوم است تمام آب‌های خلیج فارس قابل کشتیرانی نیست و تنها مسیر قابل کشتیرانی از تنگه هرمز همین پایهٔ رأس مسندم است زیرا این مسیر ژرفترین مسیر برای نفت کش‌ها شناخته می‌شود و در حدود ۹۰٪ از نفت خلیج فارس از این گذرگاه به سوی کشورهای جهان می‌رود. 
مسندم در جنوب تنگه هرمز قرار دارد و ژرفای آب تنگه هرمز در کنار مسندم ۱۸۰ متر است.

## رشته کوه حجر
رشته‌کوه حجر بطول ۶۴۰ کیلومتر از امتداد رأس الحد در جنوب، و تا منطقهٔ رؤوس الجبال در شمال استان مسندم، که کوه با آب دریا با هم تداخل شده أند، کوه‌های سر بفلک کشیده، آب‌های نیلگون دریا، منظره أی بسیار جالب ودل أنگیزی به مکان بخشیده‌است، با شروع فصل تابستان و افزایش دمای گرما که گاهی نیز از ۴۵ درجه سانتیگراد تجاوز می‌کند، أما برای انسان‌های ساکنین این منطقه قابل تحمل است، در مجموعه‌ای محدود همه گونه‌های طبیعی یافت می‌شود و از تنوع توپوگرافی قابل ملاحظه‌ای برخوردار است: کوه، دریا، جلگه، پوشش گیاهی، و تپه‌های بلند. رأس مسندم در آخرین نقطهٔ این رشته‌کوه و در أقصی شمال زنجیرهٔ کوه حجر واقع شده‌است.
بلندترین نقطه در مسندم قلهٔ جبل حارم است که ارتفاعش در حدود ۲۰۸۷ متر می‌باشد.